# Олимпийский стадион (Вроцлав)
Олимпийский стадион во Вроцлаве (пол. Stadion Olimpijski we Wrocławiu) — многофункциональный стадион во Вроцлаве, возведённый по проекту немецкого архитектора Рихарда Конвиарца в 1926—1928 годах. Это центральный элемент спортивного комплекса, расположенного в усадьбе Залесье во Вроцлаве.

## История
Дизайн стадиона был выполнен в 1924—1925 годах. Вопреки своему нынешнему названию, стадион подходил для проектов чуть меньшего масштаба, чем Олимпийские игры, например, 18-24 июня 1930 года на этой спортивной арене проходили III Немецкие игры, что стало важным этапом подготовки к Олимпийским играм в Лос-Анджелесе. В 1937 году здесь прошёл XII фестиваль немецкой песни, а годом позже — фестиваль немецкой гимнастики и спорта. В 1935—1939 годах были проведены строительные работы по расширению стадиона.
Во время Второй мировой войны стадион был серьёзно повреждён, но по окончании войны восстановлен. В июле 1948 года он был переименован в «Олимпийский стадион имени генерала Кароля Сверчевского». В начале 1970-х годов собственность стадиона перешла к Aкадемии физического воспитания. В 1978 году вокруг Олимпийского стадиона были построены четыре осветительные мачты высотой восемьдесят метров, обеспечивающие световое освещение в 2800 люкс. В то время это был самый освещённый стадион в Европе. В 1979 году было установлено современное отопление газона стадиона.
10 апреля 2006 года объекты Олимпийского стадиона были приобретены городом у Академии физической культуры. В 2010 году арена после ремонтных работ была введена в эксплуатацию как автодром. Чтобы сделать соревнование более привлекательным, изменили его геометрию, укоротили с 378 до 352 метров, расширили линии и арки. Это было сделано за счёт уменьшения размеров футбольного поля, которое в настоящее время не соответствует требованиям ФИФА и УЕФА для официальных футбольных матчей.

## Название
Архитектор Ричард Конвиарц получил олимпийскую бронзовую медаль за дизайн этого стадиона в категории спортивной архитектуры на олимпийском конкурсе искусства и литературы во время Олимпийских игр 1932 года в Лос-Анджелесе.
В 1933 году спортивная арена получила название стадион Германа Геринга. В 1938 году Адольф Гитлер лично посетил стадион во время пропагандистского спортивного соревнования, где приветствовал атлетов Германии.

## Объекты стадиона
- Главный стадион с полем для американского футбола, используемый командой Пантеры Вроцлава;
- трасса главного стадиона используется для соревнований по спидвею — домашний стадион WTS (Спарта) Вроцлав;
- боковые поля,
- теннисные корты,
- стрельбище,
- закрытый бассейн
- спортивный зал,
- большое раллийное поле («Марсово поле» — частично кемпинг),
- питч- бейсбол,
- открытый бассейн (объект закрыт),
- роликовый каток (объект закрыт),
- боксёрский ринг (объект закрыт),
- курс регаты (объект закрыт),
- парашютная вышка (была снесена в 1998 году).

## Футбольные матчи
Всего на Олимпийском стадионе во Вроцлаве было сыграно 19 международных футбольных матчей. До 1945 года немецкая команда играла роль хозяина, всего на этом стадионе сыграла пять матчей. Первым визитёром на стадион стала сборная Норвегии по футболу.
После войны сборная Польши сыграла в общей сложности четырнадцать официальных матчей на стадионе во Вроцлаве, четыре из которых были отборочными к чемпионату Европы или Олимпийским играм. Последний матч сборной Польши здесь состоялся против Португалии 28 октября 1983 года. Сборная СССР по футболу в 1967 году также посещала этот стадион и победила у хозяев со счётом 1:0.

## Галерея

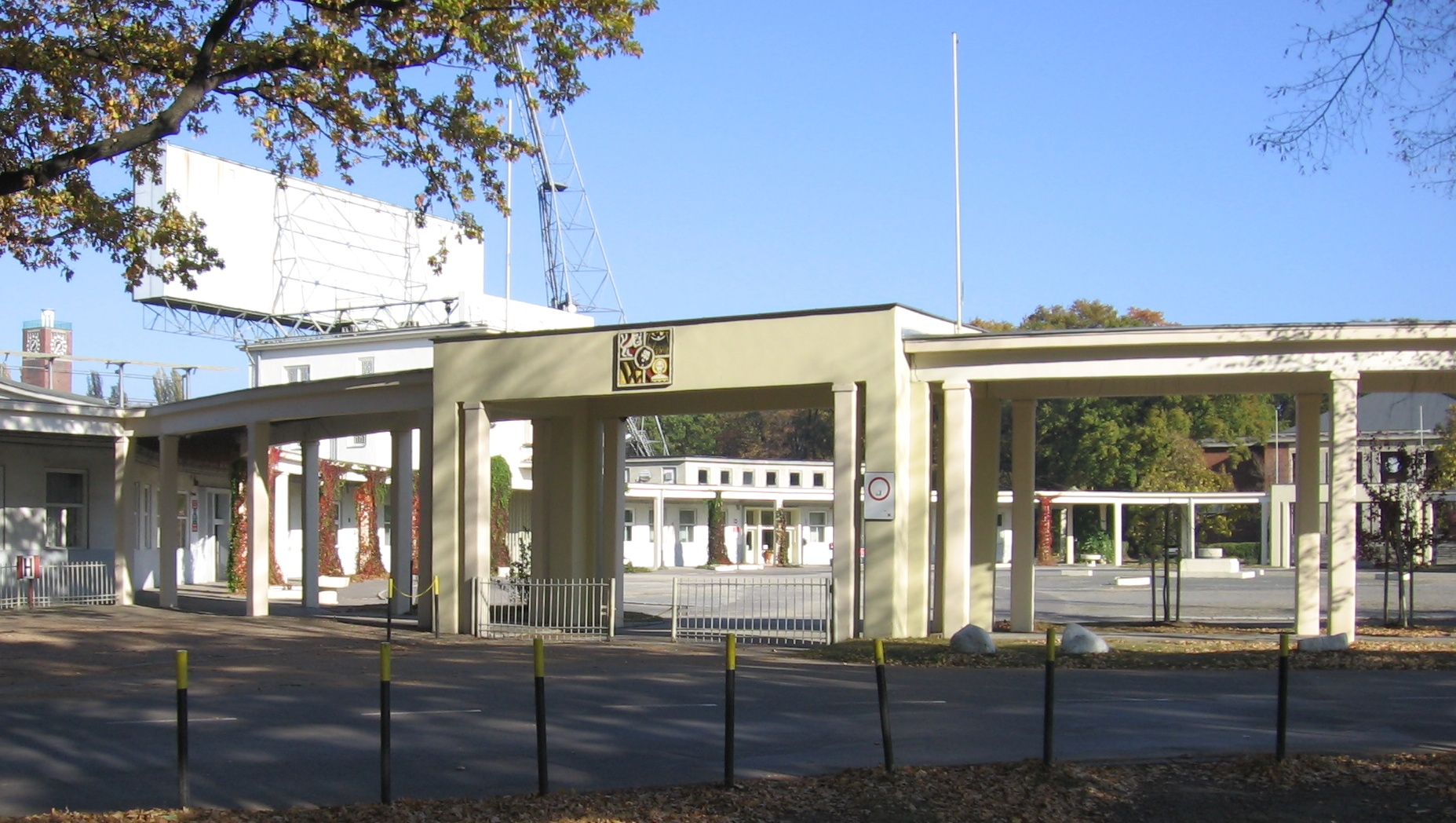
Фасад стадиона
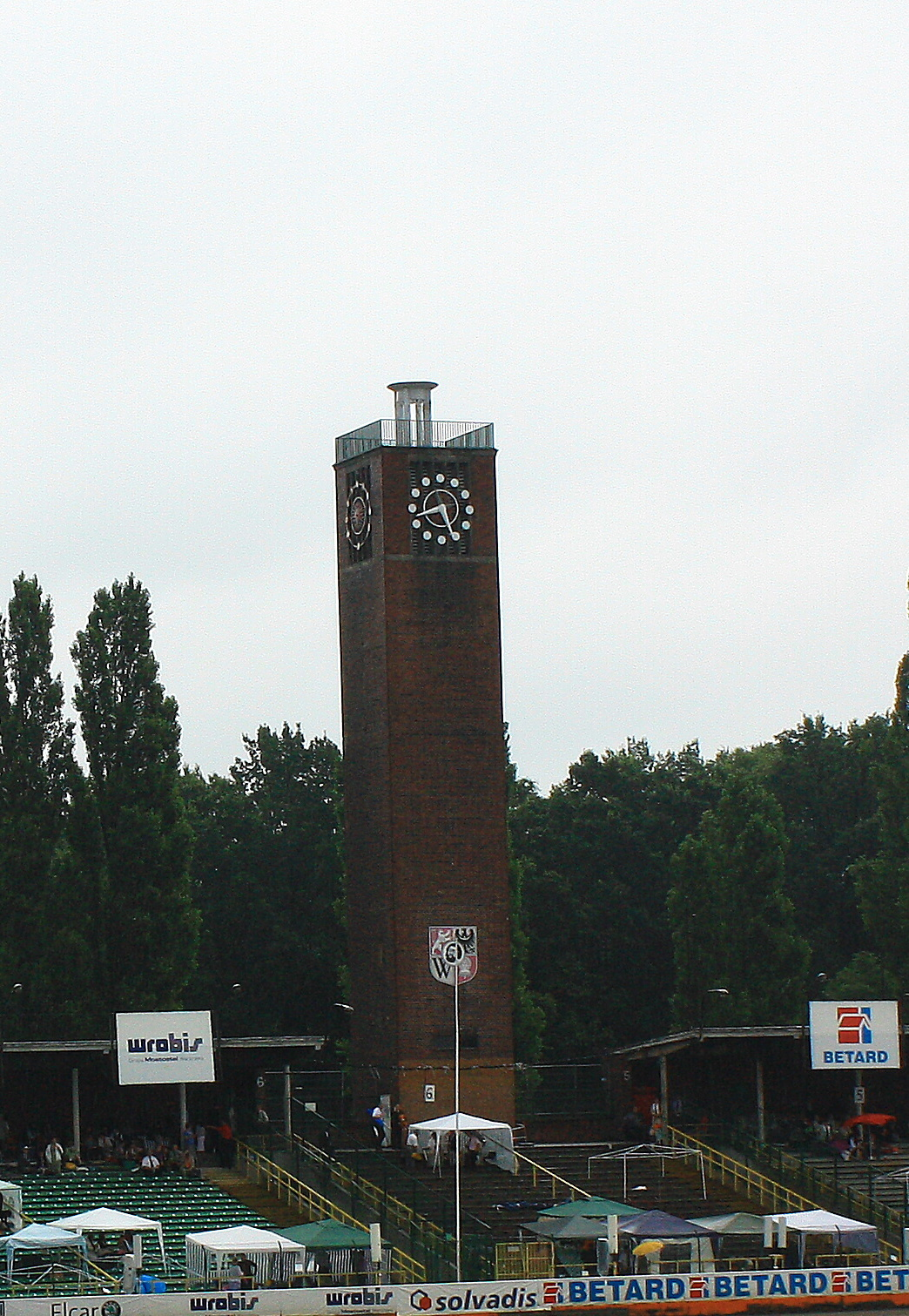
Трибуны стадиона
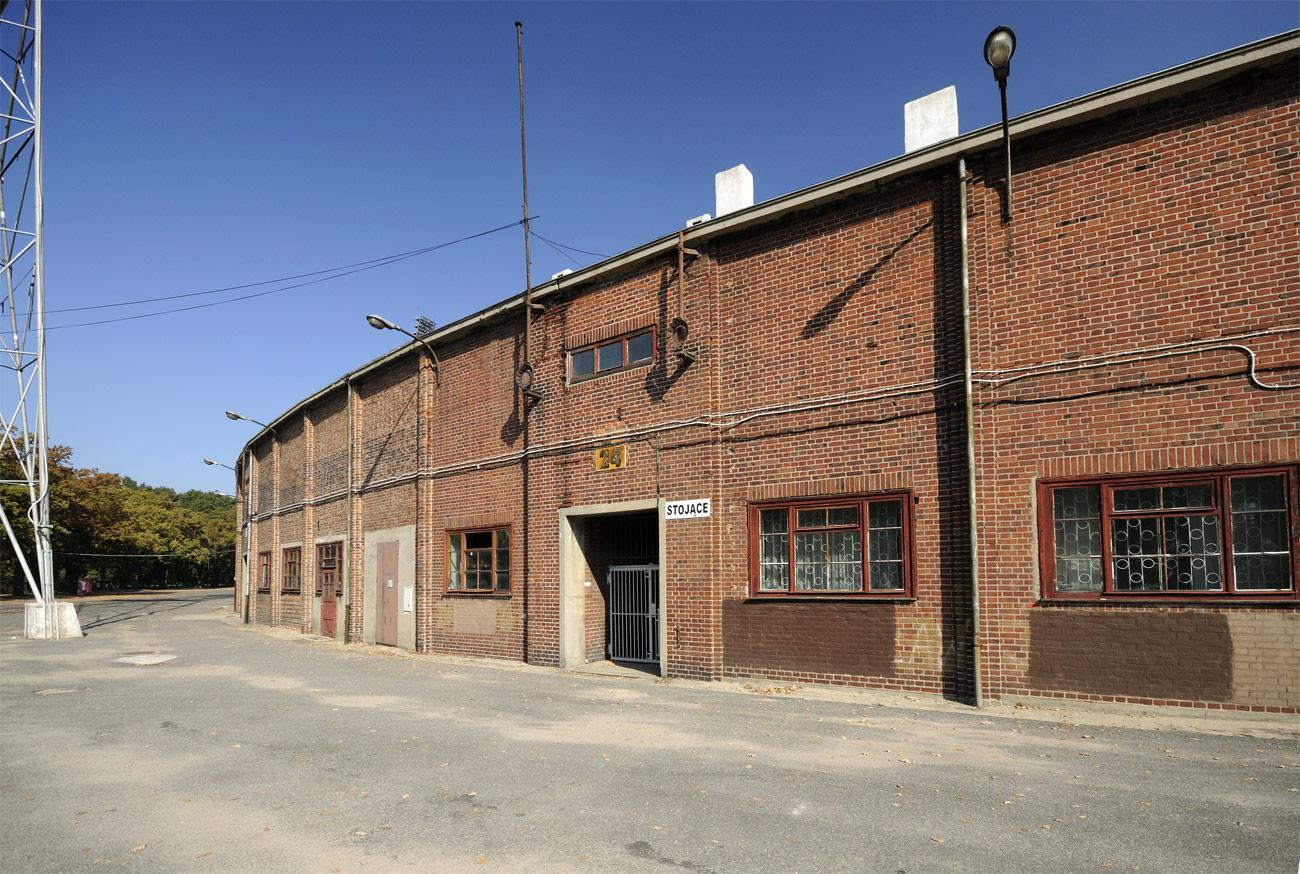
Вид на стадион
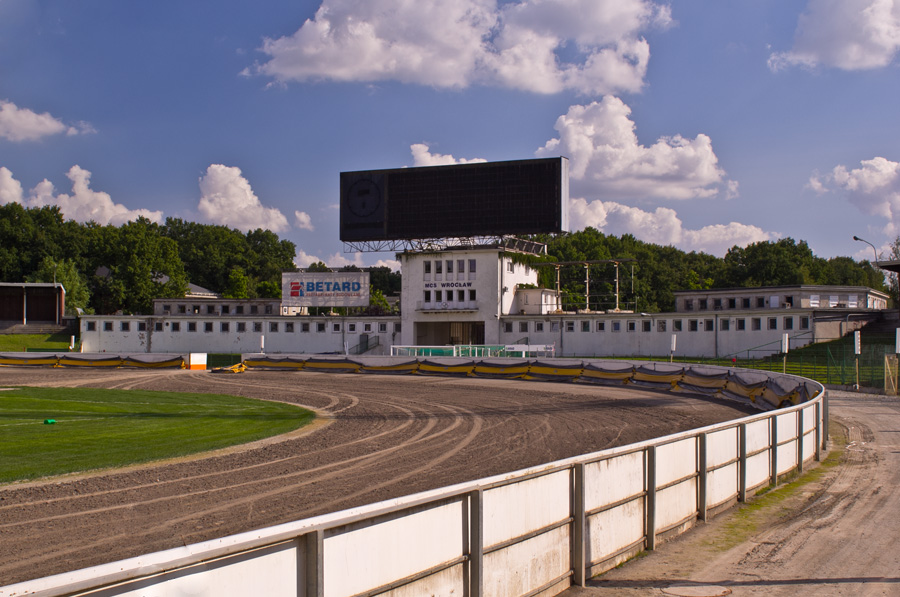
Беговые дорожки